# Skogsbruk

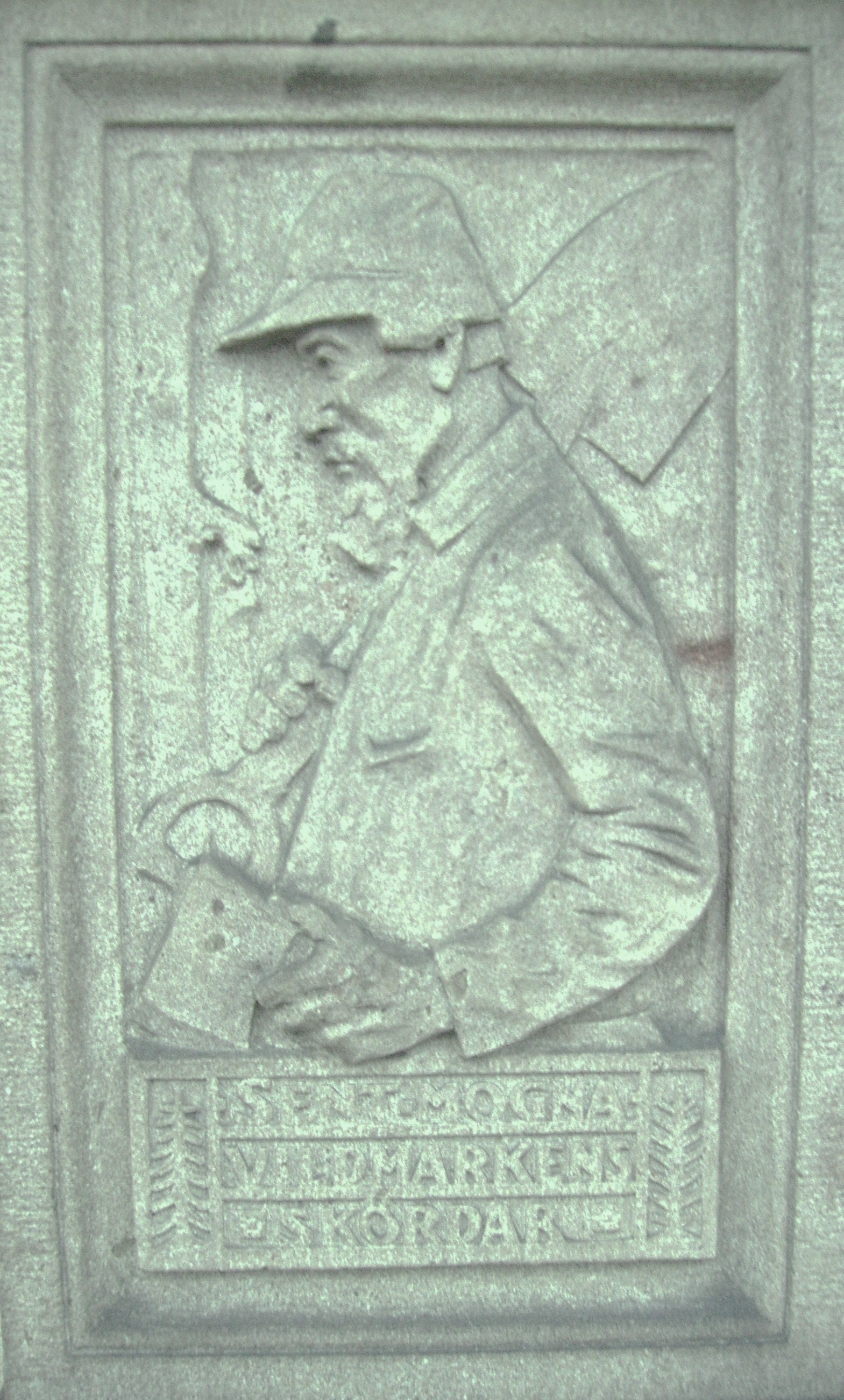
"Sent mogna vildmarkens skördar". Detalj vid entrén till Nordiska museet.

Skogsbruk, skogsskötsel eller skogshushållning är utnyttjande av skogsmark för produktion av träd som råvara för främst timmer, massaved och bränsle. Skogsbruk omfattar huvudsakligen markberedning, sådd/plantering, röjning, gallring, avverkning och skotning.
Skogsbruk är även förenat med effekter för jakt, fiske, friluftsliv, klimat, vattenskydd, erosion, biologisk mångfald och landskapsbild.

## Det svenska skogsbruket
Lite drygt hälften av Sveriges landareal, eller 28,2 miljoner hektar, utgörs av skogsmark enligt FAO:s definition av skog, vilket är den siffra man bör använda sig av vid internationella jämförelser. Inom det svenska skogsbruket brukar man tala om produktiv skogsmark vilket innefattar skogsmark som producerar 1 m3 virke per hektar och år, enligt denna definition har Sverige 22,7 miljoner hektar.
Den svenska skogen ägs till cirka 50 % av privata skogsägare medan skogsbolag (SCA, Holmen, Bergvik Skog med flera) äger cirka 25 % och det allmänna (Sveaskog, stift, kommuner) äger resterande 25 %. Skogsbruket, och dess förädlingsindustrier, är av stor betydelse för samhällsekonomin. Såväl sågverkens trävaror som massaindustrins pappersmassa och papper exporteras i stor omfattning och utövar ett positivt inflytande på landets handelsbalans. Knappt 15 % av Sveriges varuexport, eller drygt 100 miljarder kronor, utgörs av skogsindustrins produkter. Skogen utgör även en allt viktigare energiråvara, flis- och pelletseldning används både småskaligt för uppvärmning och storskaligt vid värmeverk och kraftvärmeverk. Skogsbruk är viktigt för basnäringen.
Skogen är idag mer än en källa för värdefulla råvaror. Det ställs stora krav på att skogsbruket ska ta olika typer av miljöhänsyn. För många människor ger skogen möjlighet till rekreation genom till exempel jakt, promenader, orientering, fiske, svamp- och bärplockning. Allemansrätten gör det möjligt för var och en att fritt röra sig i skog och mark. 
Modernt svenskt skogsbruk ska alltså svara upp till krav på såväl produktion, miljöhänsyn som möjligheter till rekreation. 

### Sysselsatta
Under 2004 var cirka 90 100 människor (14 000 kvinnor och 76 100 män) sysselsatta inom skogsbruket och skogsindustrin:
- 16 500 inom skogsbruket
- 38 100 inom trävaruindustrin
- 23 000 inom massa-, pappers- och pappindustrin

2014 var antalet anställda inom skogsnäringen 70 000, enligt branschorganisationen Skogsindustrierna. 

### Historik
Före industrialiseringen användes barrskogen för till exempel husbyggnad, framställning av tjära, kolning och eldning för husbehov. Staten uppmuntrade fram till 1600-talet till svedjebruk för att vinna mer åkermark. De lövträd som fanns i anslutning till gårdarna användes ofta till lövtäkt, så kallad hamling, vilket gav värdefullt vinterfoder till djuren. Genom skogsregale som började införas med Magnus Erikssons landslag hade bönderna nyttjanderätt till den skogsmark som omgav deras mark, men i regel skiftades inte skogen mellan gårdarna förrän i samband med storskiftet under andra halvan av 1700-talet.
Bärande träd (träd som bär frukt, nötter eller ollon), och då särskilt eken, var användbar vid skeppsbyggnad och tilldrog sig makthavarnas särskilda intresse, och omsorger, på ett helt annat sätt. Det var från landslagen förbjudet att fälla dessa träd även på sin egen mark, ett förbud som kvarstod till 1875.
Redan på Gustav Vasas tid anses virkesbrist ha rått i tätbefolkade trakter och i områden där glas- och bergsbruk förekom, men det var först när de rationella sågverken dök upp på 1800-talet som de stora barrskogsvidderna i Norrland kom att hotas. Senare under seklet tillkom också massaindustrin. På kort tid höggs stora volymer och timret och massaveden flottades ner till den nyuppförda industrin längs med norrlandskusten. Skogsbolagens metoder för åtkomsten av skogsråvara kom också att starkt ifrågasättas, och den så kallade "Norrlandsfrågan" stod länge under debatt.
I Sverige har skogsbruket från att under denna period varit starkt exploaterande, i och med att krav på återbeskogning efter slutavverkningar infördes 1903, övergått till att vara mer uthålligt. Idag råder dock delade meningar om hur uthållighet i skogen ska definieras. Enligt skogsvårdslagen ska produktionsmål och miljömål vara likställda, vilket innebär att lika stor hänsyn ska tas till skogens värde för människor och djur som till skogens virkesavkastning. Vad gäller virkesavkastningen är skogsbruket idag uthålligt, eftersom virkesförrådet stadigt ökar och nu på 2000-talet är 65 % högre än på 1920-talet trots att avverkningstakten ökat väsentligt.

#### 1950-talet
Under 1950-talet introducerades barkningsmaskinen Cambio, som effektiviserade barkningsprocessen avsevärt.

#### 1990-talets utlokalisering av skogsarbete
Under 1990-talet skedde en drastisk utlokalisering av skogsarbetstjänster i det svenska skogsbruket. Från att majoriteten av skogsarbetarna varit anställda hos något skogsbolag startade de istället egna företag för att utföra skogsarbetet. Följden blev en ny situation där skogsbolagen fick hantera många skogsentreprenörer istället för ett stort antal anställda. För skogsarbetarna blev det också en ny situation att hantera då de skulle lära sig att driva egna företag. Genom utlokalisering kunde skogsbolagen minska bundet kapital i form av maskiner och så vidare minskade personalkostnader och fick även en produktivitetsutveckling under ett antal år. Möjligheten öppnade sig även för en större flexibilitet och bättre anpassning av skogsarbetskapaciteten efter rådande behov.  Från entreprenörernas synvinkel var önskan om frihet, intresse för maskiner och hopp om inspirerande arbete de viktigaste orsakerna till att etablera företag för att utföra skogsarbete.

### Typer av skogsbruk
Den traditionella metoden att bruka ett barrskogsbestånd i Sverige är att efter en yta huggits kal plantera ny skog, röja en eller två gånger, gallra två eller fler gånger och sedan återigen avverka skogen. Cykeltiden beror på hur bra skogen växer (bonitet), dock till minst 45 år (Skogsvårdslagen 10 §). Vanligare är dock att avverka vid cirka 80 års ålder. Denna typ av skogsbruk som utnyttjar kalhyggen för att underlätta föryngring och avverkning kallas för trakthyggesbruk.
I trakthyggesbruk eftersträvar man enskiktade likåldriga skogsbestånd, vilket kan vara en nackdel ur ekologisk synvinkel. När man tillämpar blädningsbruk är skogen fullskiktad, olikåldrig, gallras kontinuerligt och de större träd som avverkats ersätts kontinuerligt av mindre träd som växer sig stora. Blädningsbruk används knappast alls i modernt svenskt skogsbruk, och arealen fullskiktad skog bedöms vara mindre än en miljon hektar.
Hyggesfritt skogsbruk är ett samlingsnamn för skötselsystem, metoder och åtgärder som inte kallägger marken.

### Utbildningar
Traditionellt sett har den högsta skogliga utbildningen varit jägmästareutbildningen. Numera bedrivs även utbildningar inom skogsbruk på andra akademiska lärosäten, bland annat inom familjeskogsbruk och ingenjörsutbildning med skog och träinriktning. Därutöver finns flera olika typer av eftergymnasiala utbildningar till bland annat skogstekniker och skogsmästare. Grundläggande utbildning av till exempel maskinförare till skogsbrukets skogsmaskiner sker på gymnasieskolans naturbruksprogram.

## Naturhänsyn i skogsbruket
Kalhuggning i skogsbruket påverkar många växter, djur och andra organismer negativt. Skogsbruket har i ungefär 20 år regelmässigt visat naturhänsyn genom att vid avverkning lämna kvar en del enskilda träd och trädgrupper för att gynna den biologiska mångfalden. Sådan naturhänsyn är vanlig också i till exempel Norge, Finland och Baltikum liksom i delar av Nordamerika och Australien. Naturhänsyn har visat sig ha god effekt för en del arter. För vissa skogsarter är större skyddade områden emellertid en förutsättning för att de långsiktigt ska kunna finnas kvar i skogslandskapet.

### Olika typer av hänsyn

#### Kantzoner mot vattendrag
Trädbevuxna kantzoner längs vattendrag är inte bara viktiga för vattenmiljön, utan de är också värdefulla för många landlevande växter och djur. Om skogen kalavverkas ända fram till vattnet riskerar många fukt- och skuggälskande mossor, snäckor och insekter att drabbas. Deras chans att överleva ökar om man lämnar en bård av träd. Trädbevuxna kantzoner kan också fungera som spridningskorridorer.

#### Hänsynsytor
Vid dagens slutavverkningar lämnas regelmässigt spridda dungar av skog på hyggena, s.k. hänsynsytor. De ska fungera som en fristad för den gamla skogens arter under hygges- och ungskogsfasen. Efterhand som det nya beståndet växer upp och omsluter trädgruppen kan arterna spridas vidare ut i det nya beståndet.Hänsynsytorna har visat sig öka överlevnaden för spindlar och rödlistade mossor och lavar – men för att fungera för de känsligaste arterna är det viktigt att de är tillräckligt stora.

#### Högstubbar
Högstubbar är träd som har kapats på 3–4 meters höjd i samband med avverkningen, och som lämnas kvar för att bli hem och matplats för insekter, svampar och fåglar. Det kan vara stor skillnad i vilka insektsarter som finns på stubbar av olika trädslag. Eftersom de flesta högstubbar som sparats hittills består av gran behövs fler högstubbar av lövträd. Högstubbar som är kapade vid samma tillfälle på samma plats utvecklas väldigt olika. Därför behövs ofta många högstubbar av ett trädslag på ett hygge för att kunna täcka in tillräcklig bredd av dödvedskvaliteter och därmed passa många arter. 

#### Död ved
Den döda ved som lämnas som hänsyn på hyggen ger en omedelbar nytta för många arter som är beroende av solbelyst ved. Samtidigt bidrar hänsynen till att den uppväxande skogen får allt mer död ved i olika nedbrytningsstadier. Men, nyttan varierar mellan död ved av olika kvalitet och trädslag.

#### Asp
Aspen är värd för minst 1000 vedlevande arter och är ett viktigt trädslag för mångfalden i nordliga barrskogar. Att spara både levande och döda aspar på hyggen är också en mycket effektiv hänsynsåtgärd vid avverkning.

## Skogsbruk i Afrika
Ungefär 80 % av all regnskog i Afrika finns i Centralafrika, med vilket oftast avses Republiken Kongo, Gabon, Demokratiska republiken Kongo, Ekvatorialguinea, Kamerun, Centralafrikanska republiken, Rwanda och Burundi. Den centralafrikanska regnskogen är den näst största i världen efter den brasilianska regnskogen. Därför kallas regnskogen i Centralafrika för den ena av jordens två lungor, den andra är regnskogen i Brasilien. På grund av detta måste andra hänsyn än vid europeiskt skogsbruk.
| Land                          | Tusentals km² (procentandel av skogen) | Andel av landet täckt av skog 2000 |
| ----------------------------- | -------------------------------------- | ---------------------------------- |
| Centralafrikanska republiken  | 68 (3,4 %)                             | 36,8 %                             |
| Demokratiska republiken Kongo | 1 068 (53,4 %)                         | 59,6 %                             |
| Ekvatorialguinea              | 26 (1,3 %)                             | 62,5 %                             |
| Gabon                         | 354 (17,7 %)                           | 84,7 %                             |
| Kamerun                       | 236 (11,8 %)                           | 51,3 %                             |
| Republiken Kongo              | 248 (12,4 %)                           | 64,6 %                             |

Planer finns på att försöka få 40 % av skogen att bli nationalparker, detta sker genom samarbetet ”Congo Basin Forest Partnership”. En av bidragsgivarna till detta projektet är USA:s regering. Cyniker menar att det är lätt ge pengar till andra, för att själv slippa ta itu med sitt eget ansvar som världens största utsläppare av koldioxid. Trots lagar och regler förekommer det en utbredd korruption vilket gör att lagar och regler som finns inte efterlevs. Uppskattningsvis har redan 85 % av regnskogen i Afrika skövlats.
Regnskogen i Centralafrika minskar med 8000 km² per år på grund av illegal skogsavverkning. Det är inte endast den illegala avverkningen som är orsaken till tillbakagången av skogen. Andra orsaker är oljeutvinning, gruvfyndigheter och ohållbart jordbruk såsom svedjebruk. Fler anledningar till minskningen av skogen i Afrika är att 90 % av människorna i Afrika är beroende av ved som energikälla.
I Nigeria under 2000-2005 försvann urskogarna snabbare än någon annanstans i världen, med en takt på 11,1 % per år. Detta gör att Nigeria kommer att förlora alla sina skogar inom ett par år. Malawi är på fjärde plats i världen över de länder som har den högsta avverkningen av urskogar.

### Historia
Fram till 1994 var den centralafrikanska skogen relativt skyddad från kommersiella intressen, på grund av den högt värderade valutan CFA-franc som var knuten till den franska francen. CFA-franc devalverades 1994 med 50 % för att förenkla exporten, för de länder som använder CFA-franc. Konsekvensen blev att skogsindustri blev betydligt mer lönsam och antalet industriella aktörer ökade. Mellan 1990 och 1997 ökade exporten av timmer från Kongo-bäckenet tiofaldigt till 2 miljoner m³ trä. IMF anklagas för att en politik som uppmuntrar/kräver att de afrikanska länderna exploaterar sin skog utan att ta någon större hänsyn till naturen.
Företag och exportindustri gynnas direkt positivt av en devalvering, några som däremot kortsiktigt drabbas negativt av en devalvering är fattiga människor såsom bönder. Detta beror på att pengarna blir mindre värda jämfört med andra valutor, vilket gör att utländska varor blir dyrare. De fattiga bönderna drabbades därför hårt och många planterade grödor som gav en högre avkastning. Dessa grödorna behöver näringsrik jord för att tillväxten skall bli tillräcklig, vilket man får genom att bränna ned skog (slashed-and-burned forest) och sedan odla marken. Problem är att grödorna suger jorden på näringsämnen och redan året därpå har odlingsmöjligheterna försämrats avsevärt.
Under 1997 drabbades Asien av en ekonomisk kris vilket ledde till en minskad efterfrågan av afrikanskt timmer i Asien. Detta drabbade Centralafrika på två sätt, dels genom en minskad efterfrågan men också genom en ökad konkurrens från Asien. Efter den asiatiska ekonomins återhämtning har asiatiska skogsbolag blivit alltmer aktiva i bland annat Centralafrika. Detta beror på stor del på de hårda avverkningsregler som infördes i Kina efter det att Yangtzefloden översvämmades 1998.
Skogsföretag köper vanligen en tidsbegränsad licens (koncession), vilket ger dem rätt att under ett visst antal år att bedriva skogsavverkning i ett specifikt område. Enligt Tropical Timber Organization är nu 40 % av hela Centralafrikas skogsareal under denna typen av licens. I Kamerun var 80 % av den totala skogen uthyrd under dessa former mellan 1959 och 2000. Problem uppstår då området som licensen täcker har avverkats. Det finns även en liten risk att en del företag fortsätter med illegal avverkning då området som licensen gäller för blivit kalhugget .

### Problem
Eftersom exportlagarna följs dåligt exporteras timret som en obearbetad råvara. Detta gör att man förlorar den vinst man skulle kunna ha gjort om man hade förädlat råvaran. Det sker en viss återplantering av skogen, dock mycket liten i jämförelse med Europa och Nordamerika. Dock tappar man det naturliga mångfalden vilket kan få stora konsekvenser på ekosystemet.
Ett annat problem är selektiv avverkning, då man väljer de trädslag som ger störst betalning. Det finns flera argument mot selektiv avverkning jämfört med att skogen står orörd, bland annat bygger man vägar dit vilket gör det åtta gånger troligare att fattiga bönder odlar upp marken. Dessutom finns det en hög korrelation mellan skogsvägar och konsumtion av ”bush meat”, alltså ätandet av olika vilda djur så som schimpanser och antiloper.

### Specifika länder

#### Kongo
Ungefär 10 % av Kongos arbetsstyrka är anställd av skogsindustrin. Ytterligare en sak som förvärrar läget är att Kongos skogar också är hem för naturfolket Ba'aka-pygméerna. Det är lätt att tycka att Kongo då borde dra ner på sitt skogsbruk avsevärt, dock måste man komma ihåg att Kongo har en statsskuld på 4,9 miljarder USD (2004) och att skogen är en oerhört viktigt inkomstkälla.  

#### Sydafrika
Efter skövling av skogen under 1930-talet gick staten in och tog över stora arealer. På dessa planterades snabbväxande tall, eukalyptus. Detta har blivit så framgångsrikt att Sydafrika idag både exporterar massa och papper.

## Jämför
- Jordbruk
- Jordbruk i Sverige